# سقوط آزاد
سقوط آزاد به حرکت هر جسمی که فقط تحت نیروی جاذبه باشد گفته می‌شود.

## سقوط آزاد در مکانیک نیوتونی

### بدون وجوداصطکاک
تنها نیروی وارد بر جسم هنگام سقوط، نیروی وزن آن یا {\displaystyle m{\vec {g}}} است و طبق قانون دوم نیوتون شتاب وارد بر جسم رو به پایین و برابر با {\displaystyle {\vec {g}}} خواهد بود که به نام شتاب گرانشی شناخته می‌شود.
با انتگرال از معادله شتاب-زمان به معادله سرعت-زمان می‌رسیم:
{\displaystyle V_{y}(t)=gt+V_{0}}
که در آن داریم:
{\displaystyle t} زمان
{\displaystyle V_{y}(t)} سرعت در راستای عمود در زمان {\displaystyle t}
{\displaystyle V_{0}} سرعت اولیه جسم است در زمان ۰.
با انتگرال دوم از معادله سرعت-زمان به معادله مکان-زمان خواهیم رسید:
{\displaystyle y={\frac {1}{2}}gt^{2}+V_{0}t+y_{0}}
که در آن داریم:
{\displaystyle y} مکان جسم نسبت به مبدا در زمان {\displaystyle t}
{\displaystyle y_{0}} مکان اولیه جسم نسبت به مبدا در زمان ۰.

### با وجود اصطکاک
با وجود اصطکاک دو نیروی مخالف هم به جسم وارد می‌شوند اولی گرانش و دیگری اصطکاک. نیروی گرانش ثابت و برابر {\displaystyle m{\vec {g}}} رو به پایین است ولی نیروی اصطکاک متغیر و وابسته به سرعت جسم و رو به بالاست و برابر:
{\displaystyle {\vec {F}}_{a}=-k{\vec {V}}}
که در آن:
{\displaystyle {\vec {F}}_{a}} نیروی اصطکاک
{\displaystyle k} ثابتی که به جنس گاز و مساحت جسم بستگی دارد
{\displaystyle {\vec {V}}_{y}} سرعت جسم در راستای عمود است.
بنابرین برآیند نیروها برابر است با:
{\displaystyle {\vec {F}}=m{\vec {g}}-k{\vec {V}}_{y}}
پس اندازه شتاب در راستای عمود برابر است با:
{\displaystyle a_{y}=g-{\frac {k}{m}}V_{y}}
از آنجایی که {\displaystyle a_{y}={\frac {dV}{dt}}} این معادله تبدیل به یک معادله دیفرانسیل مرتبه اول می‌شود که با حل آن سرعت به صورت زیر بدست می‌آید:
{\displaystyle V={\frac {mg}{K}}(1-e^{-{\frac {K}{m}}t})}
که در آن {\displaystyle {\frac {mg}{K}}} سرعت حدی نام دارد.